# Manuel de Ena y Sas
Manuel de Ena y Sas (Loarre, Huesca, 30 de marzo de 1801 - 1851, cafetal de Reunión, Cuba), militar y héroe español. 

## Biografía
Nació en Casa Ena de Loarre, siendo bautizado como Manuel Martín Joaquín Ena y Sas. Fue hijo del capitán de caballería y profesor de matemáticas Pedro Ena y Villarreal (Ayerbe, Huesca, 1769) y de Micaela Sas. 
Su padre fue teniente de navío en 1804 pasado al ejército de tierra que luchó en la Guerra de la Independencia, estuvo en los dos sitios de Zaragoza; gobernador militar y político de Alcañiz en 1834, socio de la Sociedad Aragonesa de Amigos del País, académico de la de San Luis de Zaragoza, caballero de Calatrava y gran cruz de San Hermenegildo. 
Sin embargo pronto se quedó huérfano y sin fortuna, pasando su cuidado a su tía María Sas, casada con el Capitán del Ejército Antonio Coll, en Zaragoza. 

## Carrera militar
Manuel de Ena inició estudios de Leyes, aunque le interesaban más las matemáticas ya que no era esta profesión la que le cuadraba con el temple y cualidades de su alma. Era estudiante en la Universidad y seguía la carrera de Leyes, pero Manuel llevaba una secreta afición al estudio de la ciencia militar. 
Perteneció durante el Trienio Constitucional a la Milicia Nacional Voluntaria de Zaragoza como sargento segundo y pidió el ingreso como caballero cadete en el ejército. Fue destinado al Batallón nº 10 del Ejército Real de Cataluña. 
Con el general Baldomero Espartero fue subteniente y persiguió a sus órdenes a los carlistas con el Regimiento de Soria. 
En 1834 es nombrado Guardia Real en el Palacio de Madrid. Tuvo sucesivos ascensos: Brigadier, Mariscal de Campo y Teniente General a causa de sus brillantes intervenciones al lado del General Espartero en los diferentes escenarios de las guerras carlistas. 
Fue nombrado Segundo Cabo de la isla de Cuba, hacia donde fue con su esposa Narcisa Pastors. Allí luchó contra unos quinientos cincuenta piratas que pretendían la independencia de la isla acaudillados por Narciso López, que fue Mariscal de Campo del Ejército español. En agosto de 1851 las incursiones arreciaron y se produjeron muchos heridos por ambos bandos en las diversas escaramuzas. 

## Muerte
En una escaramuza, Manuel de Ena salió al ataque de los piratas al frente de cinco compañías y fue gravemente herido de bala en el vientre. Fue trasladado a Candelaria y murió en el camino a La Habana, en el cafetal de la Reunión. 
Fue enterrado como un héroe el 15 de julio de 1852 en el Templo Metropolitano del Pilar de Zaragoza, en la capilla de Santa Ana, en un monumento sepulcral de mármol obra del arquitecto madrileño Zabaleta y de los escultores Ponciano Ponzano y Félix Oroz.